# Янсе, Аксель Юхан
Аксель Йохан Янсе (швед. Axel Johan Janse; 18 марта 1888, Эрла, Сёдерманланд — 18 августа 1973, Мальмё) — шведский гимнаст, чемпион летних Олимпийских игр 1912 года в командном первенстве по шведской системе.